# Mohamed Daoud Abdullah
Mohamed Daoud Abdullah (arabisch محمد داود عبد الله, * 31. Dezember 1993) ist ein saudischer Leichtathlet, der sich auf den Sprint spezialisiert hat.

## Sportliche Laufbahn
Erste internationale Erfahrungen sammelte Mohamed Daoud Abdullah bei den Islamic Solidarity Games 2017 in Baku, bei denen er mit der saudischen 4-mal-100-Meter-Staffel in 40,61 s den sechsten Rang belegte. 2019 siegte er mit der Staffel bei den Arabischen Meisterschaften in Kairo und wurde im 100-Meter-Lauf Fünfter. Kurz darauf gelangte er bei den Asienmeisterschaften in Doha mit der Staffel in 39,52 s auf den vierten Platz. 2022 schied er bei den Islamic Solidarity Games in Konya mit 10,30 s im Halbfinale über 100 Meter aus und im Jahr darauf wurde er bei den Arabischen Meisterschaften in Marrakesch in 10,34 s Vierter. Anschließend gelangte er bei den Asienmeisterschaften in Bangkok mit 39,12 s auf Rang vier mit der 4-mal-100-Meter-Staffel.

## Persönliche Bestzeiten
- 100 Meter: 10,32 s (+2,0 m/s), 8. April 2021 in Ta'if
- 200 Meter: 21,34 s (−0,3 m/s), 8. April 2021 in Ta'if